# Андерс, Ирена Рената
Ире́на Рена́та А́ндерс (пол. Irena Renata Anders, урождённая Яросе́вич; 12 мая 1920, Брунталь — 29 ноября 2010, Лондон) — польская эстрадная артистка, певица ревю, киноактриса, капитан Войска Польского, активистка польской диаспоры в Великобритании, вторая жена генерала Владислава Андерса.
Псевдоним — Рената Богда́ньска (пол. Renata Bogdańska).

## Биография
Родилась Ирена в украинской семье с музыкальными традициями. Её отцом был греко-католический священник Николай, а мать происходила из шляхетской семьи, и была прекрасной пианисткой. Родной дядя Ирены — украинский музыкант Остап Ныжанкивский. С 1926 жила и воспитывалась во Львове . Училась в консерватории (Львовском музыкальном институте) по классу пения и игры на фортепиано.
Начало Второй мировой войны прервало её учёбу. Ирена поступила в организованный Хенриком Варсом, первый Львовский теа-джаз (театральный джаз), основанный на смеси музыки с театром, опереттой, большую роль в котором играли вокальные номера и элементы представления. В составе коллектива в течение 11 месяцев гастролировала, давая многочисленные концерты и «пропагандируя» польское искусство в СССР от Одессы до Сибири. Во время этого турне и возник артистический псевдоним — Рената Богда́ньска.
После начала германо-советской войны, через Москву, вместе с другими польскими беженцами и заключенными трудовых лагерей попала в армию Андерса, при которой был организован эстрадный театр «Polska Parada», в котором продолжилась творческая деятельность Ирены Яросевич (Ренаты Богданьской).
Ирена прошла весь боевой путь армии Андерса, от Тоцка и Бузулука, через Иран, Ирак, Палестину, Египет и Италию. Коллектив с музыкальным оркестром под руководством Х.Варса выступал во время войны перед персидским шахом М. Р. Пехлеви, во дворце короля Египта Фарука I, а затем в Монте-Кассино.
После битвы под Монте-Кассино на вершине холма у монастыря, где только что закончились бои, Ирена спела впервые ставшую чрезвычайно популярной в Польше песню «Красные маки на Монте-Кассино».
После окончания войны она поселилась в Великобритании. Сотрудничала с поэтами Марианом Хемаром и автором слов песни «Красные маки» Феликсом Конарским, которые специально для неё писали свои песни. Выступала с концертами перед польской диаспорой в Великобритании, Франции и Израиле, а также на в музыкальных передачах радиостанции BBC (в 1958—1962) и Радио «Свободная Европа».
В 1946 году снялась в польско-итальянском кинофильме «Большая дорога» (пол. Wielka droga) и киноленте «Незнакомец из Сан Марино» (итал. Lo sconosciuto di San Marino) вместе с Анной Маньяни и Витторио Де Сика.
В 1948 году вышла замуж за генерала Владислава Андерса. Родила дочь — Анну Марию.
В 1994 году об Ирене Андерс был снят биографический фильм «Рената Богда́ньска-Андерс», а в 2003 — документальная лента «Сеанс» (Seans) о создании фильм «Большая дорога» с её участием.
Указом Президента Республики Польша Леха Качиньского от 12 мая 2007 года «за выдающийся заслуги в борьбе за независимость Польши и в общественной деятельности» Ирена Рената Андерс была награждена Командорским Крестом Ордена Возрождения Польши.
Умерла Ирена Андерс 29 ноября 2010 г. в Лондоне в возрасте 90 лет от инфаркта. Похороны состоялись в Лондоне 8 декабря, откуда после панихиды, гроб с её телом был перевезен на кладбище в Мортлейке, где был кремирован.
21 мая 2011 г. её прах был похоронен на кладбище в Монтекассино рядом с могилой мужа, Владислава Андерса.